# روكا دي جيورجي (بافيا)
روكا دي جيورجي (بالإيطالية: Rocca de' Giorgi)‏ هي بلدة تقع في مقاطعة بافيا بإقليم لومبارديا في شمال إيطاليا. تبلغ مساحة هذه المدينة 10.7 (كم²)، وترتفع عن سطح البحر م، بلغ عدد سكانها 91 نسمة في عام 2004 حسب إحصاء المعهد الوطني للإحصاء.

## السكان
في سنة 1861 بلغ عدد السكان 382 نسمة، وتطور العدد ليصل في سنة 2011 لـ 79 نسمة.
يظهر هذا المخطط البياني تطور النمو السكاني لـ روكا دي جيورجي (بافيا)